# شرم (رمان آلوتگن)
شرم رمانی از نویسنده سوئدی کارین آلوتگن است. این کتاب ابتدا با عنوان SKAM در سوئد در سال ۲۰۰۵ منتشر شده‌است. در سال ۲۰۰۶ توسط استیون تی موری به انگلیسی ترجمه شد و برای ترجمه رمان‌های جنایی در لیست کوتاه جایزه خنجر بین‌المللی دانکن لوری قرار گرفت.